# 그때 그사람 (텔레비전 프로그램)
《그때 그사람》은 2013년 2월 27일부터 2014년 9월 8일까지 채널A에서 방송되었던 시사교양 프로그램이다.